# Fairey Swordfish
El Fairey Swordfish (pez espada) fue un biplano torpedero construido por Fairey Aviation y usado por el Arma Aérea de la Marina Real durante la Segunda Guerra Mundial. Aunque aparentemente obsoleto, echó a pique más tonelaje enemigo que cualquier otro torpedero aliado.

## Diseño y desarrollo

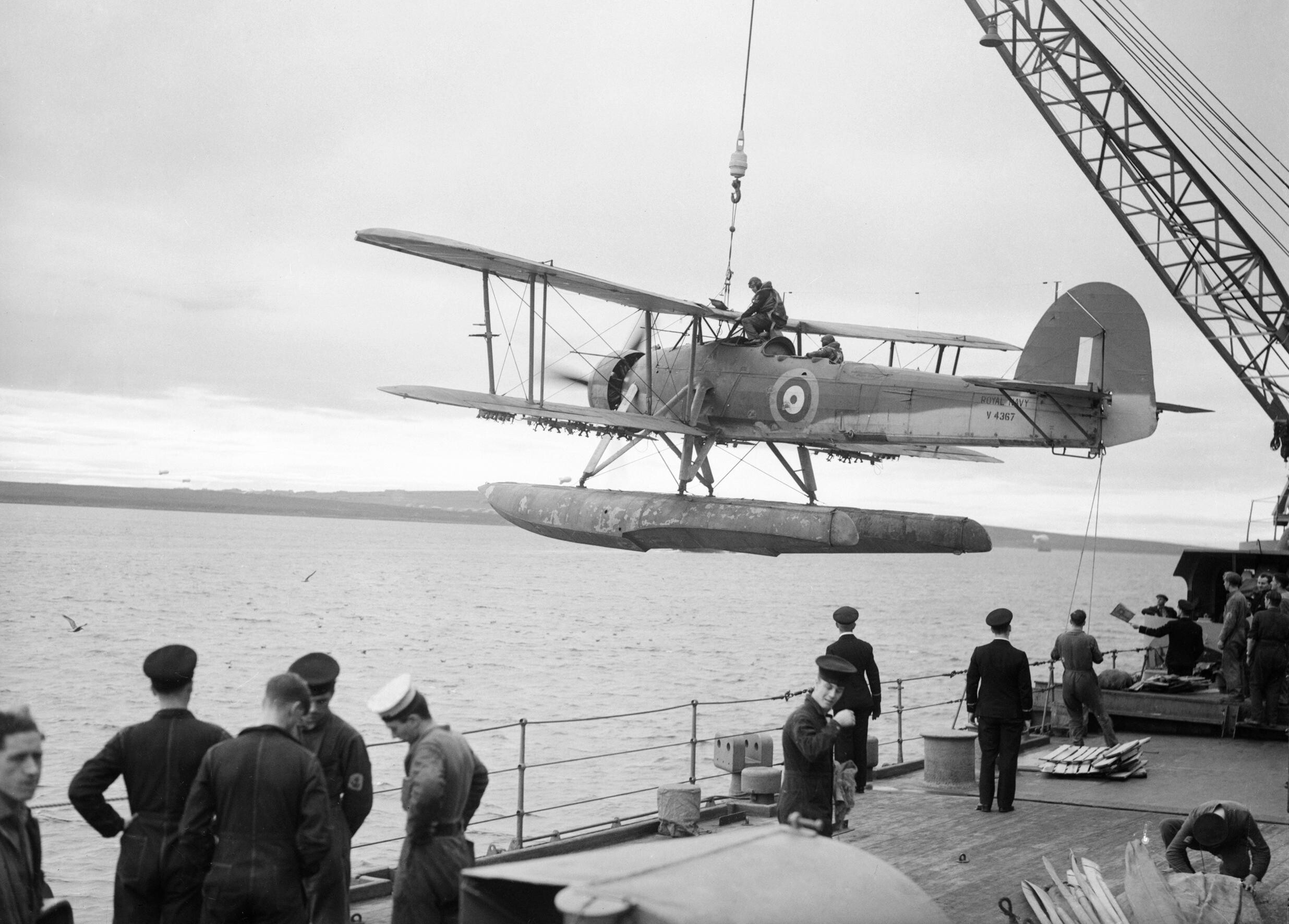
Un hidroavión Fairey Swordfish es subido a bordo del acorazado HMS Malaya en octubre de 1941.

Los orígenes del Swordfish se remontan a la especificación ministerial S.9/30, relacionada con la búsqueda de un avión de corrección de tiro y torpedeo para la flota. La respuesta de Fairey Aviation consistió en el prototipo TSR.I, propulsado por un motor radial de nueve cilindros y refrigerado por aire Bristol Pegasus IIM de 635 hp, que voló el 21 de marzo de 1933. Mostró poca potencia y cierta inestabilidad direccional, acabando destruido seis meses más tarde al no poder salir de una barrena.
Posteriormente se emitió una especificación modificada, la S.15/33, de acuerdo con la cual Fairey produjo el TSR.II, con fuselaje alargado, cola revisada y motor Bristol Pegasus IIIM3 de 690 hp de potencia, que movía una hélice tripala Fairey Reed de paso fijo. Su estructura era fundamentalmente metálica con revestimiento en tela, e iba provisto de un tren de aterrizaje de eje dividido susceptible de ser reemplazado por dos flotadores Fairey de un solo rediente. Las alas estaban equipadas con ranuras hipersustentadoras Handley Page y podían plegarse hacia atrás para mejorar su capacidad de almacenaje. La tripulación se alojaba en dos cabinas abiertas, compartiendo el navegante y el radiotelegrafista una de ellas, mientras que el piloto quedaba separado en el puesto delantero, que estaba sobreelevado. El avión, que efectuó su vuelo inicial el 17 de abril de 1934, era capaz de alcanzar una velocidad máxima al nivel del mar de 235 km/h, excediendo las prestaciones requeridas. Tres prototipos de desarrollo, bautizados Swordfish, fueron pedidos para cubrir la especificación S.38/34; el tercer aparato fue completado como hidroavión y realizó su primer vuelo el 10 de noviembre de 1934.
El primer pedido de producción, para una serie de 86 ejemplares, fue cursado en 1935, y las primeras entregas tuvieron lugar en febrero del año siguiente. Estos aviones fueron al escuadrón 823, que embarcó en el HMS Glorious a finales de 1936. El avión triplaza de serie contaba con una velocidad máxima de 222 km/h y podía llevar fácilmente el torpedo normalizado de 457 mm y 731 kg; su alcance en esta configuración era de 879 km.
Los pedidos continuaron llegando a Fairey, que al estallar la guerra había completado o tenía pendientes de entrega un total de 689 Swordfish. Los hidroaviones Mk I sirvieron con las Patrullas Catapultables n.º 701, 702 y 705 del Arma Aérea de la Armada, embarcados en acorazados, cruceros y cruceros de batalla de la Armada Real. La versión con tren de ruedas constituyó 13 escuadrones, de los que ocho se hicieron a la mar en los portaaviones HMS Ark Royal, HMS Argus, HMS Courageous, HMS Eagle, HMS Furious, HMS Glorious y HMS Hermes.
En 1940, el aumento de la producción de los Fairey Fulmar en la factoría de Fayrey en Hayes hizo que la responsabilidad del Swordfish recayese por entero en la Blackburn Aircraft Limited de Sherburnin-Elmet, Yorkshire, que completó el primer avión el 29 de diciembre. Tras la entrega de 300 aviones en nueve meses, la fabricación Blackburn derivó hacia el Mk II, que llevaba un plano inferior reforzado con revestimiento metálico para permitir el armamento con ocho cohetes. La opción de intercambiar el tren de ruedas y los flotadores fue descartada al finalizar la serie Mk I.
Blackburn continuó produciendo el Swordfish Mk II (conocido también como "Blackfish") hasta 1944; el último de los 1080 ejemplares fue completado el 22 de febrero de ese año. La fabricación pasó entonces al Mk III, que fue equipado con un gran radar ASV de exploración entre los dos aterrizadores principales, lo que impedía la estiba del torpedo. Cuando estos aviones participaban en misiones de torpedeo, la práctica normal era utilizar un Mk III en tareas de exploración, mientras que los Mk II estaban encargados de llevar a cabo el ataque con bombas y torpedos. Los Swordfish se emplearon ampliamente a bordo de pequeños portaaviones que comenzaron a actuar con gran frecuencia en misiones de escolta de convoyes a partir de mediados de la guerra, en particular en el Atlántico Norte: su dotación normal era de seis Swordfish y seis cazas Grumman Martlet (los Grumman F4F Wildcat de exportación, primero comprados y luego cedidos por la Ley de Préstamo y Arriendo).
La versión final fue el Mk IV, basado en los Mk II y III modificados retrospectivamente con una rudimentaria cabina cerrada; esta variante permaneció en activo hasta el final de la guerra en Europa. Unos pocos de estos ejemplares fueron enviados a Canadá para tareas opcionales y de entrenamiento, sirviendo algunos de ellos en la 1ª Escuela Aeronaval de Tiro en Yarmouth, Nueva Escocia. 
Cariñosamente conocido como Stringbag por sus equipos, ya era anticuado hacia 1939, pero alcanzó algunos éxitos espectaculares durante la guerra, notablemente la destrucción de la Regia Marina (la Marina italiana) en la batalla de Tarento y el hundimiento del Bismarck. Fue usado principalmente como un avión de ataque, aunque durante sus años posteriores también sirvió como un avión antisubmarino de entrenamiento. Diseñado en los años 30, el "Swordfish" sobrevivió a varios modelos que intentaron sustituirlo y permaneció en servicio de primera línea hasta el final de la guerra en Europa en 1945.

## Historia operacional
La principal arma era el torpedo, pero la baja velocidad del biplano y la necesidad de una aproximación larga y recta hacía difícil lanzarlos contra objetivos bien defendidos. La doctrina de torpedeo de los Swordfish exigía una aproximación a una altitud de 1500 m, seguida de un descenso en picado para liberar el torpedo a 5,5 m. El alcance máximo de los primeros torpedos Mark XII era de 1400 m. El torpedo recorría 180 m a partir de la liberación hasta el impacto en el agua y requería otros 270 m para estabilizarse a profundidad preajustada y armarse. La distancia ideal de liberación era a 900 m del objetivo, si el Swordfish lograba sobrevivir.
Los Swordfish entraron en acción en los primeros días de la guerra. Fue un hidroavión del HMS Warspite, pilotado por el capitán de corbeta W.M.L. Brown, el que dirigió el fuego de los cañones de los acorazados durante la batalla de Narvik del 13 de abril de 1940; siete destructores alemanes resultaron hundidos, uno de ellos rematado por una bomba lanzada desde el avión de Brown. Él mismo fue quien bombardeó y hundió en Herjangsfjord al submarino alemán U-64.
Los Swordfish que volaban desde el HMS Illustrious asestaron un golpe muy importante, el 11 de noviembre de 1940, a la Regia Marina italiana durante el ataque a la base naval de Tarento, Italia, hundiendo al acorazado Littorio e inutilizando al Conte di Cavour y al Caio Duilio, así como a un crucero pesado y un destructor. El éxito del ataque de Tarento pudo haber inspirado la táctica y dado la confianza a los japoneses para atacar Pearl Harbor. A continuación, los Swordfish del Arma Aérea de la Marina basados en Malta se convirtieron en el azote de la navegación del Eje en el Mediterráneo, hundiendo más de un millón y medio de toneladas de buques alemanes e italianos de 1939 a 1943. Entre las misiones efectuadas en dicho teatro, destacan las de sembrado de minas, reconocimiento para la flota, corrección de tiro, bombardeos costeros e incluso lanzamientos de agentes secretos.
El capitán de corbeta Eugene Esmonde, un irlandés que en la vida civil era piloto de Imperial Airways y que había asumido el mando de un escuadrón de Swordfish embarcado en el HMS Victorius, encabezó el 26 de mayo de 1941 un ataque con torpedos realizado por nueve aviones contra el acorazado alemán Bismarck, que navegaba por el Atlántico con destino a Brest. La baja velocidad de los aviones atacantes pudo haber actuado en su favor, ya que los aviones eran demasiado lentos para los predictores de control de fuego de los artilleros alemanes, cuyos proyectiles explotaban al frente de la aeronave, por lo que el daño fue escaso. Los Swordfish consiguieron dos impactos, uno en la banda de babor que causó pocos desperfectos y la primera baja en la tripulación germana; pero otro dirigido detrás de popa trabó los timones del Bismarck contra el casco, impidiendo su capacidad de maniobra, y que lo dejó a merced de los navíos británicos y, por tanto, sellando su destino. El Bismarck sería destruido menos de 13 horas más tarde.
El último ataque torpedero de los Swordfish tuvo lugar en febrero de 1942, al tratar de impedir el paso de los cruceros de batalla alemanes Scharnhorst y Gneisenau y del crucero pesado Prinz Eugen por el Canal de la Mancha, en su ruta desde Brest hacia Alemania, una misión considerada suicida y voluntaria que provocó la pérdida de los seis aviones atacantes y por ende la pérdida del escuadrón conducido de Eugene Esmonde, que falleció en la acción. 
Con el desarrollo de nuevos aviones de ataque torpederos, el Swordfish comenzó una nueva trayectoria con éxito en el papel de avión antisubmarino, armado con cargas de profundidad y ocho cohetes RP-3 de "60 libras" (27 kg), mientras volaba desde los pequeños portaaviones de escolta o incluso desde MAC, barcos mercantes modificados, equipado para despegue asistido por cohetes (RATO). Su baja velocidad y pérdida de sustentación, además de su resistente diseño, lo hizo ideal para su empleo en los MAC, con el pésimo tiempo del Atlántico. De hecho, sus velocidades de despegue y aterrizaje eran tan bajas que no requería colocar el barco en contra del viento, a diferencia de la mayoría los otros aviones. En ocasiones, y bajo las apropiadas condiciones de viento, el Swordfish era capaz de despegar desde un MAC anclado. Los cargueros equipados con Swordfish dieron cuenta de 14 U-boots hundidos. El Swordfish se entiende que sería sustituido por el Fairey Albacore, que también era un biplano, pero en realidad sobrevivió a su sucesor. Sin embargo, esto fue logrado por el Fairey Barracuda, monoplano torpedo/bombardero en picado.
La producción terminó en agosto de 1944, habiendo sido construidos 692 ejemplares por Fairey y 1699 por Blackburn, en total 2391 aparatos. El último escuadrón naval operativo, el n.º 836, fue disuelto el 21 de mayo de 1945, ante el disgusto de muchos pilotos, que preferían el Swordfish a aviones más modernos.

### Origen del apodoStringbag
El Swordfish recibió el apodo Stringbag no a causa de su construcción, sino a causa de la interminable variedad de artículos y equipos que la aeronave fue autorizada a transportar. La tripulación de la aeronave comparaba a esta con la bolsa de compras de un ama de casa, que al no tener una forma fija se puede adaptar a bultos de cualquier forma y cantidad. Al igual que la bolsa de compras, la tripulación pensaba que el Swordfish podía llevar cualquier cosa.

## Variantes
TSR.I
Un prototipo para la especificación S.9/30; motor Pegasus IIM de 635 hp; acidentado en una barrena y destruido.
TSR.II
Un prototipo (K4190) para la especificación S.15/33; motor Pegasus IIIM.3 de 775 hp; primer vuelo el 17 de abril de 1934.
Swordfish Mk I
Para la especificación S.38/34; se completaron tres prototipos propulsados por el motor Pegasus IIIM.3 de 690 hp (del K5660 al K5662); el K5662 fue convertido en hidroavión.
Swordfish Mk I
Producción de Fairey (1935-40), con motor Pegasus IIIM.3; todos convertibles en hidroaviones; seriales K, L y P (689 construidos).
Swordfish Mk I
Producción de Blackburn (1940-41); iguales a los Mk I de producción de Fairey; serial V (300 construidos).
Swordfish Mk II
Producción de Blackburn (1941-44), con motor Pegasus XXX de 750 hp; versión sólo tren de ruedas y plano inferior con revestimiento metálico para resistir la llamarada de los cohetes RP-3; seriales W, Dk, HS, LS, Ne y NF (1080 construidos; algunos convertidos más tarde a Mk IV con cabina cerrada).
Swordfish Mk III
Producción de Blackburn (1944), con motor Pegasus XXX; sólo tren de ruedas; con radar centimétrico ASV Mk. X montado en un gran radomo colocado entre las patas del tren (bastantes ejemplares con capacidad para cohetes subalares); seriales FF, NF, NR y NS (327 construidos).
Swordfish Mk IV
Conversiones con cabina cerrada del Mk II y III para operar en aguas de Canadá.

## Operadores
Australia
- Real Fuerza Aérea Australiana

 Canadá
- Real Fuerza Aérea Canadiense

 España
- Aviones internados.

 Países Bajos
- Armada Real de los Países Bajos/Servicio de aviación naval holandés

 Reino Unido
- Real Fuerza Aérea británica
- Marina Real/Arma Aérea de la Flota: antes de mayo de 1939, parte de la RAF.

## Especificaciones (Swordfish I)

### Características generales
- Tripulación: Tres (piloto, observador, y operador de radio/artillero trasero)
- Longitud: 10,9 m (35,7 ft)
- Envergadura: 13,9 m (45,5 ft)
- Altura: 3,8 m (12,3 ft)
- Superficie alar: 50,4 m² (542,5 ft²)
- Peso vacío: 1900 kg (4187,6 lb)
- Peso cargado: 3500 kg (7714 lb)
- Planta motriz: 1× motor radial de 9 cilindros refrigerado por aire Bristol Pegasus IIIM.3.
  - Potencia: 510 kW (703 HP; 694 CV)
- Hélices: 1× Tripala por motor.

### Rendimiento
- Velocidad máxima operativa (Vno): 222 km/h (138 MPH; 120 kt) a 1500 m
- Alcance: 879 km (475 nmi; 546 mi)
- Alcance en ferry: 1650 m (5413 ft)
- Techo de vuelo: 5870 m (19 259 ft)
- Régimen de ascenso: 6,2 m/s (1220 ft/min)

### Armamento
- Ametralladoras: 

  - 1x Vickers de 7,7 mm sobre la cubierta del motor (raramente instalada) y una Lewis o Vickers K de 7,7 mm en posición dorsal, montada sobre afuste Fairey High Speed Mount
- Puntos de anclaje: 1 con una capacidad de 800 kg, para cargar una combinación de:   
  - Cohetes: 

    - 8 cohetes RP-3 de 27 kg (Mk.II)

  - Otros: 

    - Torpedo de 730 kg
    - Cargas de profundidad
    - Bombas

## Aeronaves relacionadas

### Desarrollos relacionados
- Fairey Albacore
- Fairey Barracuda
- Blackburn Shark
- Gloster TSR.38

### Aeronaves similares
- Fieseler Fi 167
- Yokosuka B4Y

### Secuencias de designación
- Secuencia HR._ (Hidroaviones del Ejército del Aire español, 1945-1954): ← HR.3 - HR.4 - HR.5 - HR.6 - HR.7